# Steffen Bühler
Steffen Bühler (* 17. April 1985 in Mannheim) ist ein ehemaliger deutscher Handballspieler.

## Handballkarriere
Steffen Bühler begann beim SC 1910 Mannheim Käfertal mit dem Handball. Später spielte er beim badischen Regionalligisten SG Heddesheim, von wo er 2004 in die  2. Bundesliga zur TSG Friesenheim wechselte. Dort spielte der 1,95 Meter große Kreisläufer bis 2009, dann ging er zur SG BBM Bietigheim; nach zwei Jahren kehrte er für eine Saison nach Friesenheim zurück, bevor er 2012 zum TV Großwallstadt in die 1. Bundesliga wechselte. Nachdem er mit dem TV Großwallstadt am Ende der Saison 2012/13 aus der Bundesliga abgestiegen war, ging Bühler in die 3. Liga zum TV Hochdorf, wo er nach der Saison 2018/19 seine Karriere beendete.

## Privates
Bühler hat ein Studium in Wirtschaftsingenieurwesen abgeschlossen, studierte Wirtschaftspädagogik und arbeitet bei einem Automobilzulieferer im badischen Forst.